# سان بييترو في كاسالي
سان بييترو في كاسالي (بالإيطالية: San Pietro in Casale)‏ هي بلدية في مقاطعة بولونيا في إقليم إميليا رومانيا الإيطالي.

## السكان
في سنة 1861 بلغ عدد السكان 7٬847 نسمة، وتطور العدد ليصل في سنة 2011 لـ 11٬736 نسمة.
يظهر هذا المخطط البياني تطور النمو السكاني لـ سان بييترو في كاسالي

## توأمة
لسان بييترو في كاسالي اتفاقيات توأمة مع:
- بينيشوف

## أعلام
- أدلر كابيلي
- أليجرو غراندي